# Древний Киев (историко-архитектурный заповедник)
Государственный историко-архитектурный заповедник «Древний Киев» (ГИАЗ «Древний Киев») — комплекс памятников исторического центра Киева. Границы заповедника охватывают северо-восточный выступ Старокиевской горы, Старый Подол и ряд отдельных памятников архитектуры Старого Города. Заповедник является специально уполномоченным органом охраны, использования, реставрации и популяризации памятников архитектуры, истории и культуры, которые включены в его границы.
Заповедник «Древний Киев» имеет статус комплексного памятника градостроения, а вся его территория имеет статус земли историко-культурного назначения.

## История создания
В 1987 году постановлением Совета Министров УССР на территории Древнего Подола и соседней с ним части Старокиевской горы был создан Государственный историко-архитектурный заповедник «Древний Киев». Границы заповедника определялись на основе результатов научных исследований. Решением Киевского Исполкома в 1988 году они были документально зафиксированы.
С 1998 года заповедник действует в составе Киевского научно-методического центра по охране, реставрации и использованию памятников истории, культуры и заповедных территорий.
Постановлением Кабмина Украины в 2001 году все объекты заповедника были занесены в реестр памятников национального значения.

## Состав заповедника
Заповедник занимает территорию в 175 га, на которой размещены 74 памятника архитектуры, 15 — истории, 22 — археологии, 2 — монументального искусства.
- Северо-восточный выступ Старокиевской горы;
- Старый Подол;
- Ландшафтные объекты (древние объекты Детинка, урочище Гончары-Кожемяки и др.);
- Ряд отдельных памятников архитектуры Старого Города (храмы и кельи Свято-Покровского монастыря, памятник князю Владимиру, Магдебургскому праву, Григорию Сковороде и много других).

### Памятники архитектуры
Ансамбль Ильинской церкви, XVII—XVIII ст., ул. Почайнинская, 2
- Ильинская церковь, 1692 р.
- Колокольня, начало XVIII ст.
- Ворота Ильинской церкви, 1755 год
- Малая бурса, XVIII ст.

Ансамбль Братского монастыря, XVII—XIX ст., ул. Григория Сковороды, 2; Контрактовая площадь, 2
- Старый академический корпус
- Трапезная с церковью Св. Духа
- Солнечные часы
- Поварня с кельями
- Новый академический корпус
- Кельи
- Корпус игумена
- Проскурня

Бурса, 1778—1816 годы, ул. Набережно-Крещатицкая, 27
Ансамбль Флоровского монастыря, XVII—XIX ст., ул. Никольско-Притиская, 5; ул. Фроловская, 6/8.
- Вознесенская церковь, 1772—1732 годы
- Колокольня
- Трапезная церковь
- Дом игумена

Церковь Николая Набережного 1772-75 г.; Григория Сковороды, 12
Притиско-Никольская церковь; ул. Хорева, 5а
Колокольня церкви Николая Доброго; ул. Покровская, 6
Духовная семинария, ныне Академия изобразительного искусства и архитектуры, 1888 год; ул. Смирнова-Ласточкина, 20.
Почтовая станция; Почтовая пл., 2
Старый контрактовый дом, 1799—1801 г.; ул. Покровская, 4
Контрактовый дом; Контрактовая пл., 2
Колона магдебургского права; Набережное шоссе
Памятник князю Владимиру Святославовичу; Владимирская горка
Жилой дом, 1808 г.; ул. Покровская, 5
Жилой дом, нач. XVIII—XIX ст.; ул. Спасская, 16б
Жилой дом, 1804—1878 г.; Покровская, 8
Жилой дом, нач. XVIII ст.; ул. Константиновская, 6
Жилой дом, XIX ст.; ул. Игоревская, 13/5
Магазин, 1820—1821 г.; ул. Сагайдачного, 16/5
Зернохранилище, XVIII ст.; ул. Братская, 2
Училище, 1820-е годы; ул. Константиновская, 9/6
Жилой дом, перша пол. XIX ст.; ул. Хорева, 5
Покровская церковь, 1766—1772 г., и колокольня, вторая пол. XVIII ст.; ул. Покровская, 7
Покровский монастырь, кон. XIX — нач. XX ст.; Бехтеревский переулок, 15
- Николаевский собор
- Храм Покрова Пресвятой Богородицы

Трапезная Михайловского Золотоверхого монастыря, 1712 г.; Трёхсвятительская ул., 4

### Восстановленные памятники архитектуры
Михайловский Златоверхий монастырь, 1108—1113 г.; Трёхсвятительская ул., 4. Перестроенный в XVII—XVIII ст., разрушен в 1934—1936 г. в связи со строительством Правительственного центра. Восстановлен в 1999 г.
- Златоверхий Михайловский собор, 1108—1113 г.
- Колокольня

Церковь Успения Богородицы Пирогощи, 1132—1136 г., Контрактовая площадь, 6.
Фонтан Самсон, 1749 г., Контрактовая площадь. Разрушен в 1930-х годах, восстановлен в 1982 году.
Церковь Рождества Христового, 1814 г., Почтовая площадь. Разрушена в 1950-х годах. Восстановлена в 2002—2005 годах.

### Другие памятники
Слой «города Владимира» и комплекс памятников славянского времени: городище Кия (V—VIII ст)., капище (VI—IX ст)., остатки дворца княгини Ольги (Х ст.), фундаменты Васильевской церкви, остатки ротонды (XII—XIII ст.), фундаменты церкви Успения Богородицы Пирогощи (XII ст.), остатки Борисоглебской церкви (XII—XIII ст.).

## Музеи
- Музей истории Михайловского Златоверхого монастыря (ул. Трёхсвятительська,6)
- Постоянно действующая выставка «Домик Петра I в летописи киевской благотворительности» (ул. Константиновская 6/8)
- Постоянно действующая выставка «К истории самоуправления в Киеве» (Почтовый дом, Почтовая пл., 2)
- Выставочная экспозиция «История церкви Богородицы Пирогощи»